# Richard Mrázek
Richard Mrázek (* 2. listopadu 1973 Brno) je český podnikatel a politik, v letech 2014 až 2022 zastupitel města Brna (v letech 2014 až 2018 též náměstek brněnského primátora), bývalý člen hnutí ANO 2011.

## Život
Absolvoval Střední odborné učiliště elektrotechnické (studium zakončil maturitou). Pracoval jako programátor a IT technik. V 90. letech 20. století působil jako projektový manažer, později jako ředitel a jednatel. V letech 1997 až 1999 byl jednatelem a společníkem firmy GTS Geotopservis, od roku 2000 je jednatelem a společníkem ve firmě ARS PRODUCTION s.r.o. a od roku 2002 zastává stejné funkce ve firmě WebOnLine,s.r.o., která se zabývala provozováním erotického videochatu. Působil také v několika firemních statutárních orgánech – předseda představenstva akciové společnosti Moravské klenoty (2000 až 2003) či člen představenstva a později předseda představenstva vodohospodářské stavební společnosti ARKO TECHNOLOGY (2003 až 2014).
Mezi lety 2002 až 2006 byl jednatelem a společníkem firmy ARKO MONT, s.r.o. Nejnovější podnikatelské aktivity pochází z období po roce 2010: jednatel a společník firem Mantecado, s.r.o. (od 2010), Piemont, s.r.o. (od 2011) a BLUE WAGON, s.r.o. (od 2012). V letech 2013 až 2014 byl předsedou představenstva akciové společnosti Geocart CZ a.s., v níž už dříve působil jako člen představenstva (2000 až 2001).
Angažoval se i mimo byznys. V roce 1995 založil Český tenisový svaz vozíčkářů a v roce 2003 pak Nadační fond Životní return (ten je však již v likvidaci).
Žije ve městě Brně, konkrétně v městské části Židenice.

## Politické působení
V roce 2014 se stal členem hnutí ANO 2011 a v komunálních volbách v roce 2014 byl za toto hnutí zvolen zastupitelem města Brna (kandidoval také do Zastupitelstva Městské části Brno-Židenice, v tomto případě však neuspěl). Po vytvoření koalice hnutí ANO 2011, KDU-ČSL, Strany zelených a Žít Brno byl dne 25. listopadu 2014 zvolen 2. náměstkem primátora města Brna pro oblast technologickou, zahrnující dopravu, investice, městskou informatiku a implementaci evropských fondů.
V lednu 2015 se stal předsedou představenstva akciové společnosti Brněnské komunikace. V komunálních volbách v roce 2018 obhájil mandát zastupitele města Brna. Kandidoval též do Zastupitelstva městské části Brno-střed (27. místo na kandidátce), ale neuspěl.
V červnu 2020 rezignoval na své členství v hnutí ANO 2011. V komunálních volbách v roce 2022 již nekandidoval.